# Albrizzi
Gli Albrizzi furono una famiglia nobile bergamasca, trapiantatasi a Venezia nel XVI secolo e iscritta al patriziato dal 1667, da non confondere con l'omonima famiglia veneziana di librai e tipografi molto impegnata tra fine XVII secolo e XVIII nel campo editoriale e giornalistico. 

## Storia
Gli Albrizzi erano originari della Lombardia, dove già potevano vantare antiche patenti di nobiltà nelle città di Bergamo e di Como.
Trasferitisi in area veneta, praticarono a Venezia la mercatura ed esercitarono l'attività forense: in particolare, si ricorda un certo Maffeo Albrizzi († 1643), che fu mercante di quadri. Successivamente, la famiglia si dedicò al commercio dell'olio con l'isola di Candia, e mise a disposizione della Repubblica la propria flotta mercantile, in funzione anti-ottomana.
Il 31 maggio 1667, a seguito del versamento volontario di 50 000 ducati alle casse della Repubblica «e per avere concesso a prestito a tenue frutto egual somma» (in quegli anni, infatti, la Serenissima era impegnata in una feroce guerra contro i Turchi per il controllo di Creta), gli Albrizzi, nelle persone dei fratelli Giovanni Battista, Antonio, Giuseppe e Alessandro, furono aggregati al patriziato cittadino e ammessi alle sedute del Maggior Consiglio.
Nei centotrent'anni che trascorsero tra questa data e il fatidico 1797, anno della caduta della Repubblica marciana, questa famiglia diede a Venezia otto senatori e due Procuratori di San Marco: in particolare, nel 1780, gli Albrizzi, imparentati con i casati più illustri della laguna, contavano tre senatori, «un Titolato di Pregadi» e due membri del Supremo Tribunale della Quarantia.
Con le Sovrane Risoluzioni datate 17 giugno 1819 e 3 novembre 1820, l'imperatore Francesco I elevò i due rami di questa casa al rango di conti dell'impero austriaco.
Un ramo della famiglia passò a Lecce, in Salento, nel Cinquecento, dove detenne i feudi di Avetrana, Erchie, Torre Santa Susanna e Cellino San Marco. Un esponente del ramo salentino, Mario Albrizzi, fu nominato cardinale nel 1675.

## Membri illustri
- Almoro Albrizzi (1695-1764), editore e scrittore italiano, in Venezia fondò l’Accademia Albrizziana;[4]
- Giovanni Battista VI Giuseppe Albrizzi (1750–1812), nobile italiano;
- Isabella Teotochi (1760–1836), scrittrice italiana, moglie del precedente;
- Giovanni Battista Giuseppe Albrizzi, figlio di Isabella Teotochi.

## Luoghi e architetture
- Palazzo Albrizzi, a Cannaregio;
- Palazzo Bonomo Albrizzi, a San Polo;
- Villa Albrizzi, a Este;
- Villa Albrizzi degli Armeni, a San Zenone degli Ezzelini;
- Villa Albrizzi Franchetti, a Preganziol.